# Pedro Adigue
Pedro Adigue Jr (Palanas, 16 novembre 1943 – Manila, 20 novembre 2003) è stato un pugile filippino.

## Biografia
Nato in uno dei ventiquattro Baranggay di Palanas, Bontod, nella provincia di Masbate, diventa professionista il 18 febbraio 1962. Viene sconfitto dal campione in carica delle Filippine nei superleggeri, Carl Peñalosa. Lo batte poi per Knock-out nell'incontro di rivincita del 2 agosto 1965.
Nel 1968 conquista il titolo mondiale vacante dei superleggeri della WBC scontrandosi con Adolph Pruitt. Il 30 ottobre 1969 sale momentaneamente nei pesi welter per mettere KO alla prima ripresa, a Tokyo, il futuro campione del mondo dei medi junior ed ancora imbattuto Koichi Wajima.
Alla sua prima difesa del titolo, Adigue viene sconfitto ai punti da Bruno Arcari, il 31 gennaio 1970, dopo aver chiesto una borsa di 55 000 dollari per combattere al Palazzo dello Sport di Roma. 
Alla terza ripresa, il filippino assesta allo sfidante un terribile gancio destro alla mascella. È forse il colpo più devastante subito da Arcari in tutta la sua carriera. L'italiano piega le gambe ma riesce a non farsi contare. Alla dodicesima ripresa l'incontro pare ancora equilibrato. Nelle ultime tre riprese, Arcari attacca e tiene l’iniziativa, con Adigue sempre addosso. Poi alla quindicesima, sotto un preciso gancio sinistro dell'italiano, il Campione del mondo barcolla. Entrambi i pugili terminano stanchissimi. Un verdetto in buona parte casalingo assegna la cintura mondiale ad Arcari con otto punti di vantaggio, in base al cartellino dell'arbitro e giudice unico Teddy Waltham.
Successivamente affronta l'ex campione del mondo Eddie Perkins, già avversario di Duilio Loi. È sconfitto ad Honolulu per Kot al quinto round. Il 25 gennaio 1973 affronta a Buenos Aires il campione del mondo WBA, Nicolino Locche, in un match non valido per il titolo. Perde ai punti in dieci riprese.
Adigue si ritira dall'attività pugilistica nel 1977.
Muore il 20 novembre 2003 al Rizal Medical Center di Manila per via di un cancro alla gola.